# The Girl Who Wouldn't Quit
The Girl Who Wouldn't Quit er en amerikansk stumfilm fra 1918 af Edgar Jones.

## Medvirkende
- Louise Lovely som Joan Tracy
- Henry A. Barrows som Roscoe Tracy
- Mark Fenton som Joshua Siddons
- Charles Hill Mailes som Robert Carter
- Gertrude Astor som Stella Carter